# Babylonie post-kassite
Pour un article plus général, voir Babylone (civilisation).
Sauf précision contraire, les dates de cet article sont sous-entendues « avant l'ère commune » (AEC), c'est-à-dire « avant Jésus-Christ ».
La période post-kassite est une phase de l'histoire de Babylone, qui va en gros de 1155 à 728 av. J.-C. Mal connue et de ce fait mal définie, elle correspond à une période d'instabilité et d'affaiblissement du royaume babylonien après la chute de la longue dynastie kassite de Babylone (1595-1155 av. J.-C.). Se succèdent alors des dynasties peu durables et peu puissantes, à l'exception notable de la Seconde dynastie d'Isin (1155-1024 av. J.-C.), et les premiers siècles du Ier millénaire av. J.-C. sont marqués par l'essor des confédérations chaldéennes, dont certains chefs parviennent à prendre le trône de Babylone, et l'influence croissante du royaume assyrien, qui finit par conquérir la Babylonie en 728 av. J.-C.
La documentation sur cette période est très pauvre : quelques chroniques historiques fournissent la trame de l'histoire événementielle, accompagnée de quelques inscriptions royales, mais il est courant que les connaissances sur des souverains de cette époque n'aillent guère plus loin que leur nom et un ou deux faits notables ayant eu lieu sous leur règne. Les tablettes administratives et économiques sont rares, témoignant d'une situation de crise institutionnelle et économique grave qui empêche le fonctionnement normal des institutions traditionnelles de la société et de l'économie babyloniennes (palais, temples, familles de notables). Sur le plan religieux, cette période est marquée par des évolutions importantes, notamment l'affirmation définitive de la primauté du dieu babylonien Marduk, avec la rédaction du texte mythologique le glorifiant, l'Épopée de la Création (Enūma eliš).

La Babylonie des premiers siècles du

## Évolutions politiques et économiques

### La seconde dynastie d'Isin (v. 1155-1024 av. J.-C.)

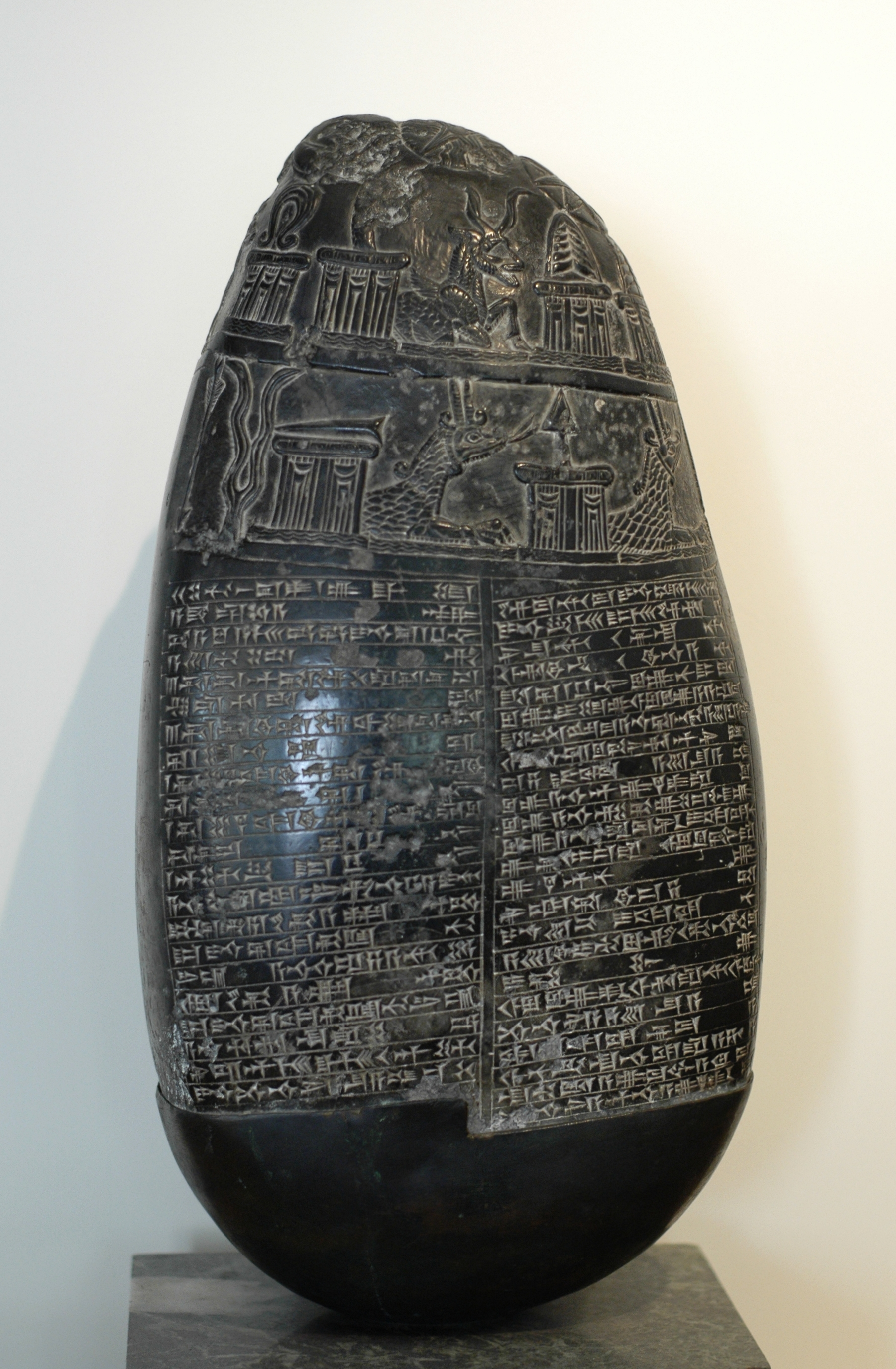
Le « Caillou Michaux », kudurru de la IIe dynastie d'Isin commémorant l'attribution d'une dot par un père à sa fille, Cabinet des médailles de la Bibliothèque nationale de France.

Après avoir détrôné les Kassites, les Élamites poursuivent sur leur lancée sous le règne de Shilhak-Inshushinak, qui progresse vers le nord jusqu'à Arrapha, après s'être emparé des provinces orientales de l'Assyrie. Dans le sud de la Babylonie, une nouvelle dynastie émerge, dite « Seconde dynastie d'Isin », autour de cette ville. Un de ses rois, Nabuchodonosor Ier (1126-1105), se lance en guerre contre le roi élamite suivant, Hutelutush-Inshushinak, qu'il vainc après deux offensives, lavant ainsi l'affront fait à son pays. Son petit-fils Marduk-nadin-ahhe attaque l'Assyrie, mais son adversaire Teglath-Phalasar Ier le repousse et envahit la Babylonie, où il n'arrive pas à stabiliser son pouvoir. À partir du règne d'Adad-apla-iddina (1068-1047), qui prend le pouvoir à Babylone peut-être à la suite d'une usurpation, la Babylonie fait face aux incursions de tribus d'Araméens, mêlés aux nomades Sutéens, et qui s'installent progressivement puis finissent par détruire plusieurs grandes villes (Dur-Kurigalzu, Sippar, Nippur, Uruk). Selon la liste royale babylonienne, le dernier roi de la Seconde dynastie d'Isin, Nabû-sum-libur, meurt en 1024, ouvrant une longue période d'instabilité du pouvoir en Babylonie alors que les incursions araméennes se font plus pressantes.
Les institutions monarchiques de cette période reprennent celles de la dynastie kassite. Les rois continuent à faire des donations de terre pour les dignitaires et les temples, toujours notées sur des kudurrus. À partir de cette période, ces stèles commémorent également des actes privés, comme des ventes de terres ou l'attribution d'une dot à une fille par son père, rapportée par le « Caillou Michaux », l'un des premiers  documents babyloniens à avoir été rapporté en Europe.

### Le chaos de la fin duXIeet duXesiècle
Les incursions araméennes et sutéennes deviennent récurrentes au fur et à mesure que le pouvoir babylonien s'effrite. La liste royale babylonienne mentionne plusieurs dynasties succédant à celle d'Isin II : une originaire du Pays de la Mer au sud de la Babylonie, une autre originaire de Bazi, ville située sur le Tigre, une autre apparemment constituée d'un seul personnage d'origine élamite, Mar-biti-apla-usur, puis une « Dynastie de E » qui est un peu plus durable que les précédentes mais pas mieux connue. Cela reflète une situation d'instabilité chronique plongeant la Babylonie dans le chaos, sans pouvoir politique stable, marquée par des destructions et des famines. C'est cette période qui a sans doute inspiré au prêtre Kabti-ili-Marduk, vivant au IXe ou au VIIIe siècle, le texte de l'Épopée d'Erra, qui raconte comment Erra, le dieu de la guerre destructrice, réussit à éloigner Marduk de Babylonie par la ruse, puis à soumettre la région aux épidémies et aux massacres, avant d'être calmé par son vizir Ishum, et que le retour de Marduk ne rétablisse l'ordre.
La Babylonie de la fin du Xe siècle est donc un pays considérablement affaibli. Les Sutéens continuent à attaquer la nord, des tribus araméennes sont implantées au sud et à l'est, et nouveau groupe, les Chaldéens, s'installe dans le sud de la Babylonie, notamment la région des marais, mais aussi aux alentours de Babylone. Le porteur du titre de roi de Babylone a bien du mal à faire respecter son autorité en dehors de cette ville et de quelques autres cités situées à sa proximité. Un évènement déterminant se produit en Assyrie au même moment : Adad-nerari II prend le pouvoir, et redresse la situation dans son pays qui avait lui aussi été affaibli par les Araméens, avant de lancer une attaque en Babylonie, où règne alors Shamash-mudammiq qui est vaincu.

### Le renouveau babylonien face à l'expansion assyrienne (v. 900-800 av. J.-C.)

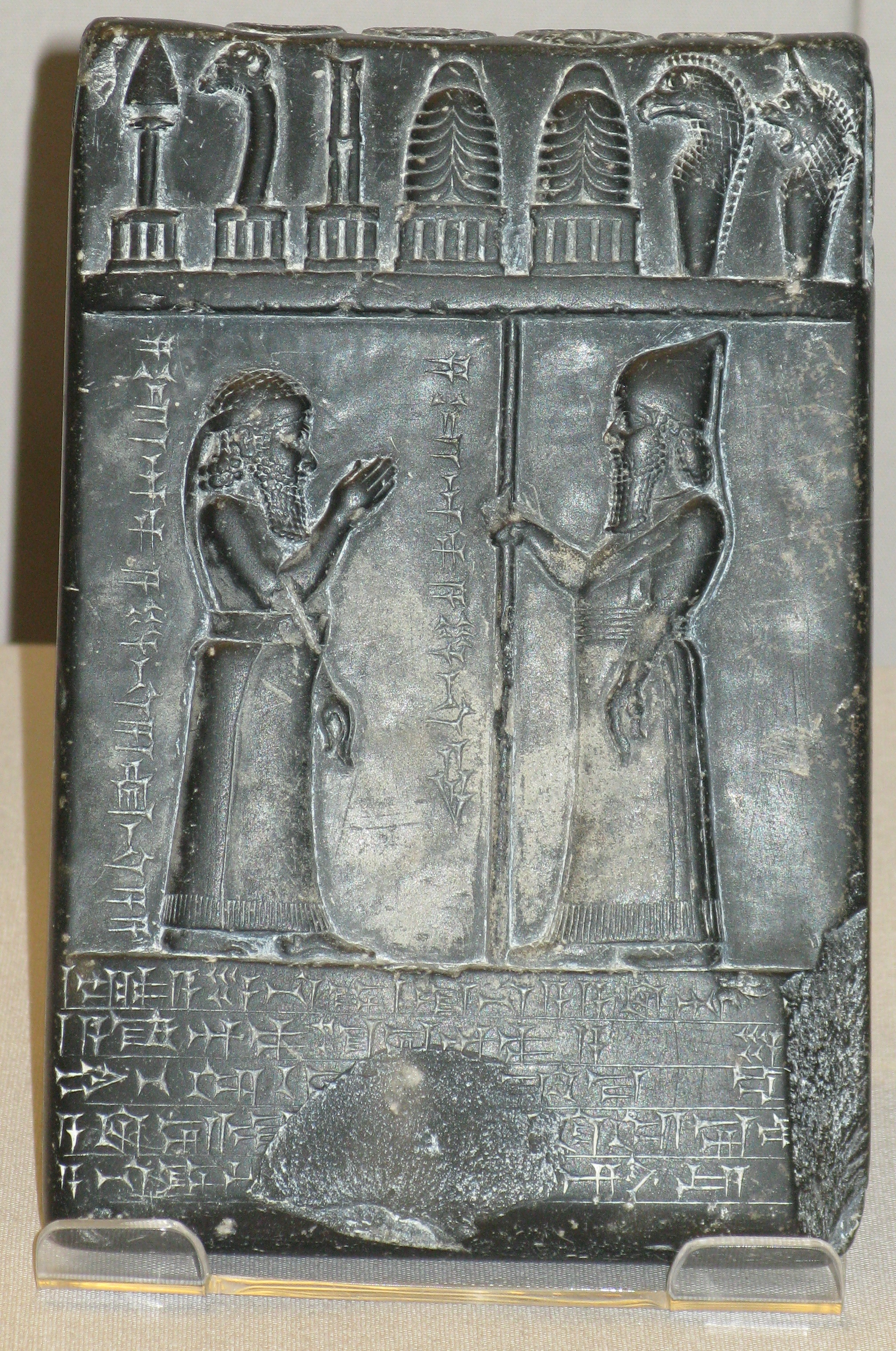
Tablette en pierre commémorant une donation de terre par le roi Nabû-apla-idinna.

Le début du IXe siècle voit la Babylonie se stabiliser sous l'impulsion de Nabû-shuma-ukin (899-888), qui contre-attaque face à l'Assyrie. Son successeur Nabû-apla-idinna (888-855) renforce le pouvoir babylonien, face aux tribus des Sutéens notamment, et prend des mesures pour remettre en ordre les temples et le culte. Mais la dynamique s'inverse lorsque le roi suivant, Marduk-zakir-shumi (854-819), fait face à une crise de succession, son frère tentant de le renverser. Il fait alors appel à l'assyrien Salmanazar III pour résoudre la situation. Ce dernier l'aide à vaincre les rebelles, et poursuit même son offensive vers le sud, contre les tribus chaldéennes. Alors que l'Assyrie est en position de force, la situation se retourne quelques années plus tard quand l'assyrien Shamshi-Adad V fait à son tour appel à Marduk-zakir-shumi pour mater une révolte. Le Babylonien l'aide à remporter la victoire, et devient son protecteur. Mais aussitôt Marduk-zakir-shumi mort en 818, le roi assyrien attaque le nouveau roi de Babylone Marduk-balassu-iqbi (818-813), et le vainc une première fois, avant de retourner en Babylonie en 813 pour en terminer avec son adversaire. Un babylonien nommé Baba-ah-iddina tente de mener la résistance contre l'envahisseur, mais il est vite vaincu.

### L'affirmation des confédérations chaldéennes (v. 800-750 av. J.-C.)
Au même moment, Shamshi-Adad V combat les Chaldéens et reçoit leur hommage. Ces derniers apparaissent alors comme une puissance montante en Babylonie, du fait de leur organisation plus centralisée que les autres tribus, reposant sur des confédérations tribales réunies en cinq « maisons » (bītu) gouvernées par un personnage portant le titre de « roi », et dominant un territoire particulier. Les plus puissantes sont le Bīt Ammukāni situé dans la Babylonie de l'est aux alentours d'Uruk, le Bīt Dakkūri localisé dans le nord vers Borsippa, et le Bīt Yakīn situé à l'extrême sud de la Babylonie dans le Pays de la Mer. Plusieurs rois de ces maisons réussissent à monter sur le trône de Babylone au VIIIe siècle en profitant de l'instabilité dynastique dans laquelle est plongée la région après 811. Le premier est Eriba-Marduk (769-761) du Bīt Yakīn, auquel succède Nabû-shuma-ishkun (760-748) du Bīt Dakkūri, qui n'arrivent pas mieux que les rois babyloniens à stabiliser le pays.

### L'Assyrie met la main sur la Babylonie (747-728 av. J.-C.)
Quand c'est le babylonien Nabonassar qui prend le pouvoir en 747, il fait appel à l'assyrien Teglath-Phalasar III pour l'aider à vaincre les Chaldéens et les Araméens. Ce dernier accepte, et déporte les adversaires de Nabonassar vers le nord. Il en profite pour établir un contrôle étroit sur Babylone, qui devient un protectorat de l'Assyrie. Mais le fils de Nabonassar, Nabû-nadin-zeri, est renversé par un dénommé Nabû-shuma-ukin II, qui est à son tour vaincu par le chaldéen Nabû-mukin-zeri, issu du Bīt Ammukāni, le tout en l'espace de deux années, de 733 à 731. Teglath-Phalasar III, qui perd alors le contrôle qu'il exerçait sur Babylone, décide d'intervenir dans le Sud et renverse Nabû-mukin-zeri tout en pillant Shapiya la capitale du Bīt Ammukāni. Il choisit alors de monter lui-même sur le trône de Babylone, sous le nom de Pulû. À partir de 728, l'Assyrie est maîtresse de la Babylonie.

### Un début de reprise démographique et économique
Les archives provenant de Nippur datant de cette période nous montrent que les activités économiques de la cité connaissent une reprise, alors qu'elle a été quasiment abandonnée pendant la crise du Xe siècle. Les autorités de la ville, en premier lieu son gouverneur Kudurru, ont une autonomie large par rapport au roi de Babylone d'alors, Nabonassar, disposent d'un domaine tout comme les temples, font des échanges parfois jusque dans le Zagros, et les tribus araméennes et chaldéennes voisines viennent commercer dans la ville. Les donations royales de terres et de privilèges destinées aux temples et aux prêtres montrent que le culte des grands centres religieux reprend après avoir été mis à mal durant les années de crise. Les témoignages et les prospections de la région d'Uruk donnent une impression identique de reprise démographique et économique repérable durant la période de domination assyrienne, notamment dans les régions où se trouvent les tribus chaldéennes, qui vivent en grande partie dans des villages agricoles. On peut donc dresser pour cette période le tableau d'un pays qui connaît une augmentation progressive de la population dans les sites urbains et ruraux, sans doute accompagnée d'une croissance économique, amorçant un mouvement qui se poursuit tout au long du Ier millénaire. Cette périodisation reste cependant à établir avec plus de certitudes, notamment en raison des imprécisions des prospections archéologiques.

## Évolutions religieuses

### Prééminence de Marduk et de Babylone

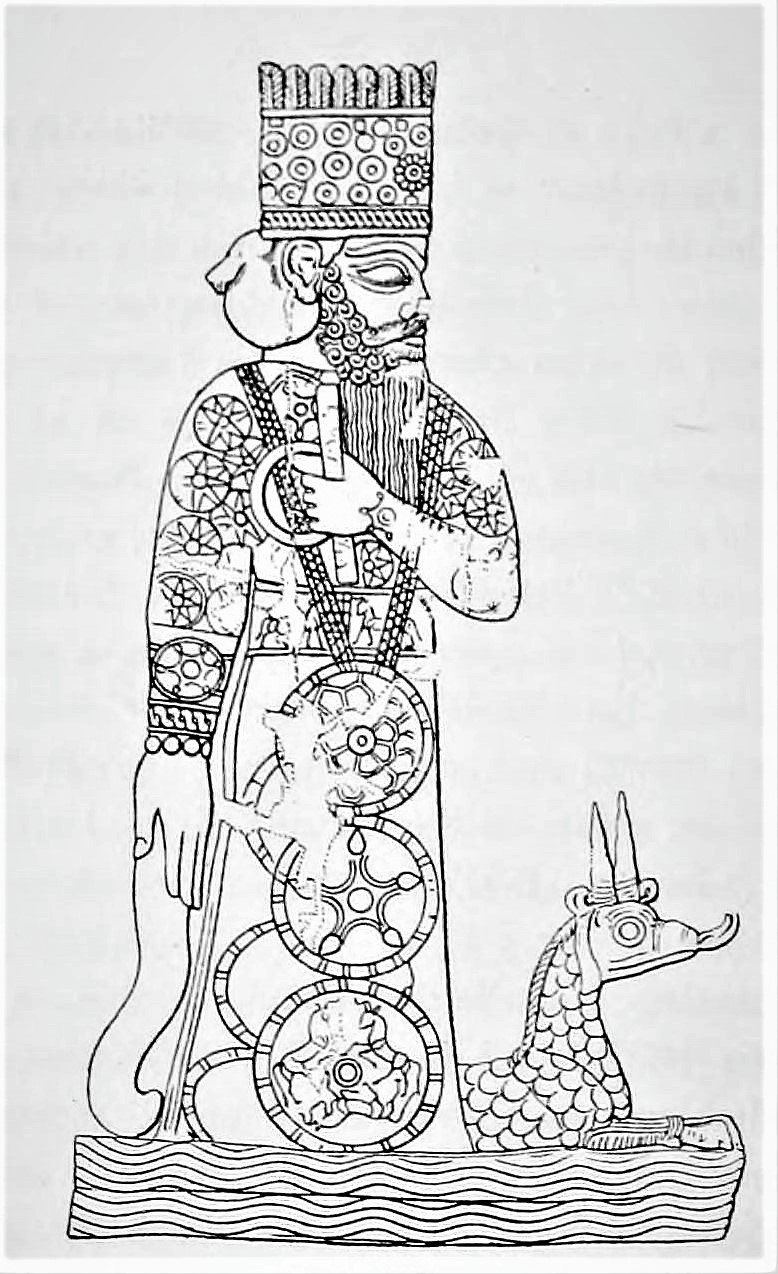
Le dieu Marduk et son dragon-serpent

La période de la IIe dynastie d'Isin et des suivantes voit se poursuivre des évolutions culturelles entamées sous les Kassites. Il est possible que ce soit au moment du règne de Nabuchodonosor Ier que se fasse l'affirmation de la suprématie définitive de Marduk au sommet du panthéon, en lieu et place d'Enlil. Grâce à sa victoire sur l'Élam, ce roi a pu ramener la statue du dieu enlevée plus tôt de son grand temple de Babylone, l'Esagil, ce qui peut avoir été l'occasion de ce changement théologique. Le dieu est de plus en plus appelé Bēl, « Seigneur ». Si l'on date de ce moment la prééminence du dieu, c'est également à cette période que le clergé de ce sanctuaire, qui est devenu un des principaux lieux savants de la Babylonie, rédige un texte fondamental dans l'affirmation de la prépondérance de Marduk : l'Épopée de la Création (Enūma eliš). Il raconte les différentes étapes qui ont mené Marduk au rang de roi des dieux, après avoir vaincu Tiamat, la mère des dieux symbolisant le chaos, et la construction de Babylone au centre du monde par le dieu en personne. Ce texte devient au Ier millénaire un des piliers de l'idéologie royale babylonienne, et est récité tous les ans lors de la fête-akītu du Nouvel An au cours de laquelle le roi se voit renouveler son mandat par le dieu. Par ce récit, la suprématie politique de Babylone s'accompagne d'une suprématie religieuse. Cela se voit aussi dans un autre texte datable des environs de cette période, appelé TINTIR = Babilu d'après son incipit (les deux termes étant des synonymes désignant la ville), description de l'emplacement des sanctuaires de la cité, ainsi que tous les lieux à caractère religieux (portes et les murailles nommés en fonction de dieux, cours d'eau divinisés, voies processionnelles). Babylone est donc présentée comme une véritable ville sainte. D'autres œuvres littéraires sont datables de la fin du IIe millénaire ou du début du Ier, comme la Théodicée babylonienne, texte sapiential poursuivant la réflexion sur les rapports hommes/dieux qui s'est développée à la période kassite, ou encore l'Épopée d'Erra déjà évoquée.